# كيندال ستيفنز
كيندال ستيفنز (11 نوفمبر 1994 في الولايات المتحدة - ) (بالإنجليزية: Kendall Stephens)‏ هو لاعب كرة سلة أمريكي في مركز هجوم صغير الجسم.

## وصلات خارجية
- كيندال ستيفنز على موقع الدوري الإسباني لكرة السلة (الإسبانية)
- كيندال ستيفنز على موقع كرة السلة الأوروبية.كوم (الإنجليزية)
- كيندال ستيفنز على موقع كلية كرة السلة في سبورتس رفرنس.كوم (الإنجليزية)
- كيندال ستيفنز على موقع ريلجم (الإنجليزية)
- كيندال ستيفنز على موقع بروبوليرز (الإنجليزية)
- كيندال ستيفنز على موقع سبورتس رفرنس (الإنجليزية)